# ミコワイ・ラジヴィウ (1470-1521)
ミコワイ・ラジヴィウ・"アモル"またはミカロユス・ラドヴィラ・"アモル・ポロニアエ"（ポーランド語:Mikołaj Radziwiłł "Amor"；リトアニア語:Mikalojus Radvila "Amor Poloniae", 1470年 - 1521年）は、リトアニア大公国の大貴族、廷臣。

## 生涯
リトアニア大法官ミカロユス・ラドヴィライティスの長男として生まれた。ミコワイは弟ヤン・ラジヴィウ、イェジ・ラジヴィウらと共にラジヴィウ家を有力貴族にのしあげた世代に属する。ミコワイはゴニョンツおよびメテリャイを地盤としたラジヴィウ家の始祖であり、ムスニンカイとケダイネイの所領を相続した。もっとも、彼が獲得した財産の大部分はモスクワ大公国に臣従したミハイル・グリンスキーから没収された領地であり、それにはライガルダス、ゴニョンツ、クニシンなどが含まれていた。
彼は1500年から1503年にかけてのモスクワ・リトアニア戦争に従軍し、コンスタンティ・オストログスキ指揮下での遠征にも参加した。彼は1505年から1510年までリトアニア副酒膳官、1507年よりヴィリニュス県知事、1510年より父の後任としてリトアニア大法官を務めた。ミコワイは親ポーランド派で、ポーランド・リトアニアの国家合同を実現させようと不毛な努力を続けたため、同時代人から「ポロニアの恋人（Amor Poloniae）」なる皮肉な綽名をつけられた。彼はリトアニアの国政における主導権をめぐり、アルベルタス・ゴシュタウタスと対立していた。またミコワイは第1次リトアニア法典の編纂者としても知られる。
ミコワイの2人の息子はいずれも男子を残さなかったため、ミコワイを始祖とするラジヴィウ家のゴニョンツ＝メテリャイ系統は16世紀前半のうちに絶えた。